# مسجد كوبيه

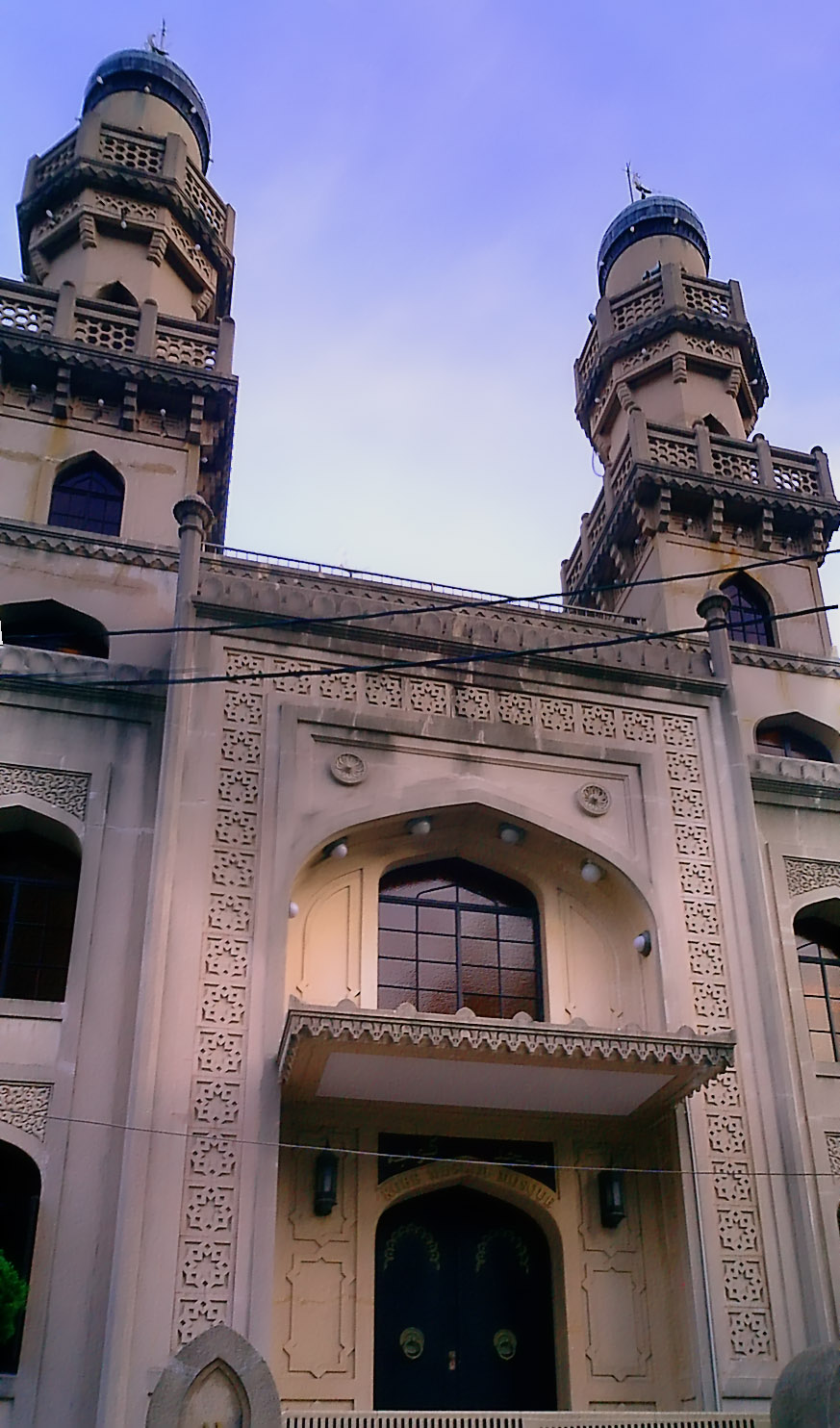
مسجد كوبه

مسجد كوبه يعرف باليابانية بعدة أسماء منها 神戸モスク، 神戸回教寺院 神戸ムスリムモスク. هو مسجد يقع في مدينة كوبه اليابانية (أحياناً تكتب بـ كوبي) وهو المسجد الأول في اليابان, ومن أقدم المساجد في اليابان. بنئ المسجد على يد مجموعة من الاتراك، التتار والهنود التجار في أكتوبر/تشرين الأول عام 1935 ميلادية الذين قطنوا المدينة حيث كانت مدينة كوبه من أهم المراكز التجارية مع العالم الخارجي في ذلك الوقت. وكان بناؤه ممولا بتبرعات اللجنة الإسلامية لكوبه من عام 1928 وحتى افتتاحه عام 1935.

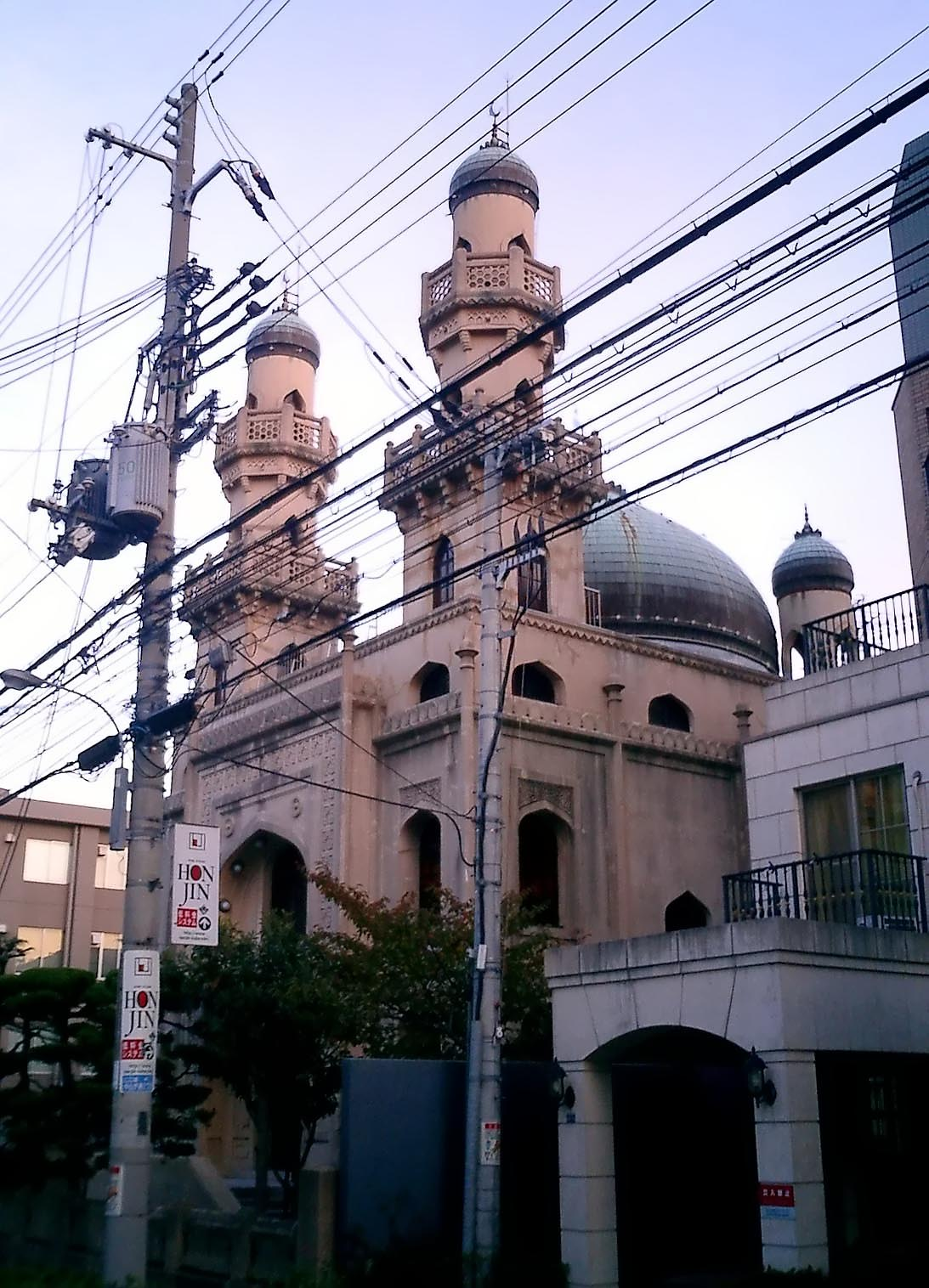
مسجد كوبه محاطا بالاسلاك الكهربائية وضع التحفة المعمارية بشكل سيء

## صموده
يعتبر مسجد كوبه من أحد معالم مدينة كوبه لقدمه كذلك لانه من المباني القليلة التي صمدت في تاريخ كوبه العصيف، منها عملية قصف جوية لكوبه في الحرب العالمية الثانية لذلك اخذه الجيش الياباني على أنه ملجأ في خضم الحرب العالمية الثانية. وكذلك صموده في مواجهة زلزال كوبه العظيم عام 1995 والحرائق التي أتت بعد الزلزال.
أنشئ المسجد على اليد المصمم التشيكي يان يوسف سواقا (1885 -1969), الذي صمم عددا من البنايات الدينية الغربية في كافة أنحاء اليابان.

## وصلات خارجية
- الموقع الرسمي لمسجد كوبه باللغة الإنجليزية
- نبذة عن تاريخ المسجد باللغة الإنجليزية مع صور للمسجد عبر تاريخ كوبه